# Vahé Godel
Pour les articles homonymes, voir Godel.
 (novembre 2021).
Si vous disposez d'ouvrages ou d'articles de référence ou si vous connaissez des sites web de qualité traitant du thème abordé ici, merci de compléter l'article en donnant les références utiles à sa vérifiabilité et en les liant à la section « Notes et références ».
Vahé Godel, né le 16 août 1931 à Genève, est un poète et un écrivain suisse de langue française.

## Biographie
Robert Godel, son père, était un grand linguiste spécialiste de la langue arménienne, et sa mère était arménienne. Son frère Armen Godel, né en 1941, est comédien, metteur en scène et écrivain.
Licencié ès lettres et enseignant au Collège de Genève, Vahé Godel a écrit de nombreux recueils de poèmes, des récits et des essais, dans lesquels, a écrit Alain Bosquet, il "concilie les préoccupations profondes de l'âme avec un appareil d'images propres au monde moderne". Lui-même nous a donne sa définition de la poésie: "Un creux, un vide, un débris, un moignon, un chien malade, une clé sans serrure, un œil sans paupière, un oiseau déplumé, une ombre, une lueur, une résurgence, un frêle enfant sauvé de l'incendie, une femme qu'on voudrait garder auprès de soi (on sait qu'on la perdra)." En outre, il traduisit, mais surtout adapta[réf. nécessaire], des auteurs arméniens anciens et modernes (Nahapet Koutchak…). Son fonds d'archives se trouve aux Archives littéraires suisses à Berne.

## Publications
- Morsures (1954)
- Homme parmi les hommes (1958)
- Traduction : Le Chant du Pain, de Daniel Varoujan, éd. Seghers, coll. "Autour du Monde", Paris, 1959.
- Entre l'Arve et le Rhône (1960)
- Rouages, chez l'auteur, Genève, 1963.
- Henri Spiess, poète survivant, éd. Georg, Genève, 1963.
- Traduction : Poèmes de Varoujan, éd. La Corde, Paris, 1965.
- Traduction : Poèmes d'Arménie, L'VII n° 22, Bruxelles, 1965.
- Que dire de ce corps ? éd. Millas-Martin, Paris, 1966.
- Poètes à Genève et au-delà, éd. Georg, Genève, 1966.
- Matière friable, choix et présentation de textes de Jean Hercourt, éd. Rencontre, Lausanne, 1968.
- Signes particuliers, éd. Bernard Grasset, Paris, 1969.
- Cendres brûlantes (récit), éd. Rencontre, Lausanne, 1970.
- L'œil étant la fenêtre de l'âme récits, éd. Bernard Grasset, Paris, 1972.
- Anthologie de la poésie française de Suisse, tomes I et II, éd. Librairie Saint-Germain-des-Prés, Paris, 1972.
- Coupes sombres, poèmes (1974)
- Lac(i)s, récit (1974)
- Poussières, poèmes, frontispice de Zdenka Datheil (1977)
- Voies d'eau, poèmes (1977)
- Du même désert à la même nuit, récit (1978)
- Obscures besognes, récits (1979)
- Papiers d'Arménie, poèmes (1979)
- Chutes et bris, poèmes (1980)
- Qui parle ? Que voyez-vous ? récit (1982)
- Faits et gestes, La Baconnière, Boudry (1983)
- La Poésie arménienne du Ve siècle à nos jours, anthologie, Éditions de la Différence (1990)
- Vous, récit, Éditions de la Différence (1990)
- Ov, roman, Éditions de la Différence (1992)
- Le Goût de la lecture, poèmes, Le Dé Bleu (1992)
- De plus belle, poèmes, Éditions de la Différence (1993)
- L'Ennui du bonheur et autres poèmes, anthologie de Pericle Patocchi, Éditions de la Différence (1993)
- Le Chat, Éditions Cadex, Saussines (1993)
- Arthur Autre, roman, Éditions de la Différence (1994)
- P.S., récit, Éditions Métropolis, Genève (1995)
- Le Congrès d’automne, Éditions Cadex, Saussines (1995)
- Terre ciel visages, Éditions de la Différence, Paris (1995)
- Un homme errant, récit, Éditions Metropolis, Genève (1997)
- Elle, donc, Éditions Metropolis (1998)
- L’Errance la dérive la trace, fragments d'une mosaïque, Éditions Cadex, Paris (1998)
- Nicolas Bouvier : "Faire un peu de musique avec cette vie unique", essai, Éditions Métropolis (1998)
- Zones frontières, poèmes, Éditions Demoures (1998)
- Ruelle des Oiseaux / duo, Éditions Métropolis, Genève (1999)
- Ici (ailleurs), poèmes, Éditions Demoures (2000)
- La Citadelle du vent, Éditions Rencontres (2000)
- Fragments d'une Chronique Genève-Paris-Arménie, 4 photos hors texte, Éditions Metropolis (2001)
- (Le reste est invisible), livre illustré par Catherine Cacquevel, Éditions Dana (2001)
- Le Sentiment de la nature, dessins originaux de Jacques Clauzel, Éditions Cadex (2002)
- Le Charme des vestiges, poèmes, Éditions Caractères (2003)
- Oublier le chaos, dessins de Jacques Clauzel, A.L. Benoît (2003)
- (Le reste est invisible), rhapsodie, Éditions Metropolis (2004)
- Le Sang du voyageur : choix de textes, préf. d'André Clavel, Éditions L'Âge d'Homme (2005)
- La Poésie arménienne du Ve siècle à nos jours, anthologie, Éditions de la Différence (2006)
- Cet invisible oiseau, Éditions Le Miel de l'Ours (2008)
- D'une plume clandestine, Éditions de l'Aire, Vevey (2009)
- Post-scriptum, poème de Vahé Godel, eau-forte rehaussée de Thierry Bourquin, Cercle des amis d'Editart, Genève (2009)
- Rien (ou presque), Édition des Sables, Genève (2012)
- Parlez, je vous écoute, L'Aire, Vevey (2012)
- Quelque chose quelqu'un précédé de Que dire de ce corps ?, préface d'André Wyss, Empreintes, Chavannes-près-Renens (2012)
- Chut… précédé de Rouages, Empreintes, Chavannes-près-Renens (2014)
- Un arbre change, Éditions de l'Aire, Vevey (2016)
- L'Or du rien, Éditions de l'Aire, Vevey (2018)